# Пембіна Вейлі
Пембіна Вейлі (англ. Pembina Valley Region) — область в південній частині провінції Манітоба, Канада.
Назва походить від річки Пембіна, яка протікає в південно-західній частині області.
Область розділена Статистичною службою Канади на 2 переписні райони: 3 і 4.
| Канада | Це незавершена стаття з географії Канади. Ви можете допомогти проєкту, виправивши або дописавши її. |

1. ↑  Перепис населення Канади 2011 року
2. ↑  Перепис населення Канади 2001